# Filiates
Filiates (Grieks: Φιλιάτες) is sedert 2011 een fusiegemeente (dimos) in de Griekse bestuurlijke regio (periferia) Epirus.
De twee deelgemeenten (dimotiki enotita) zijn:

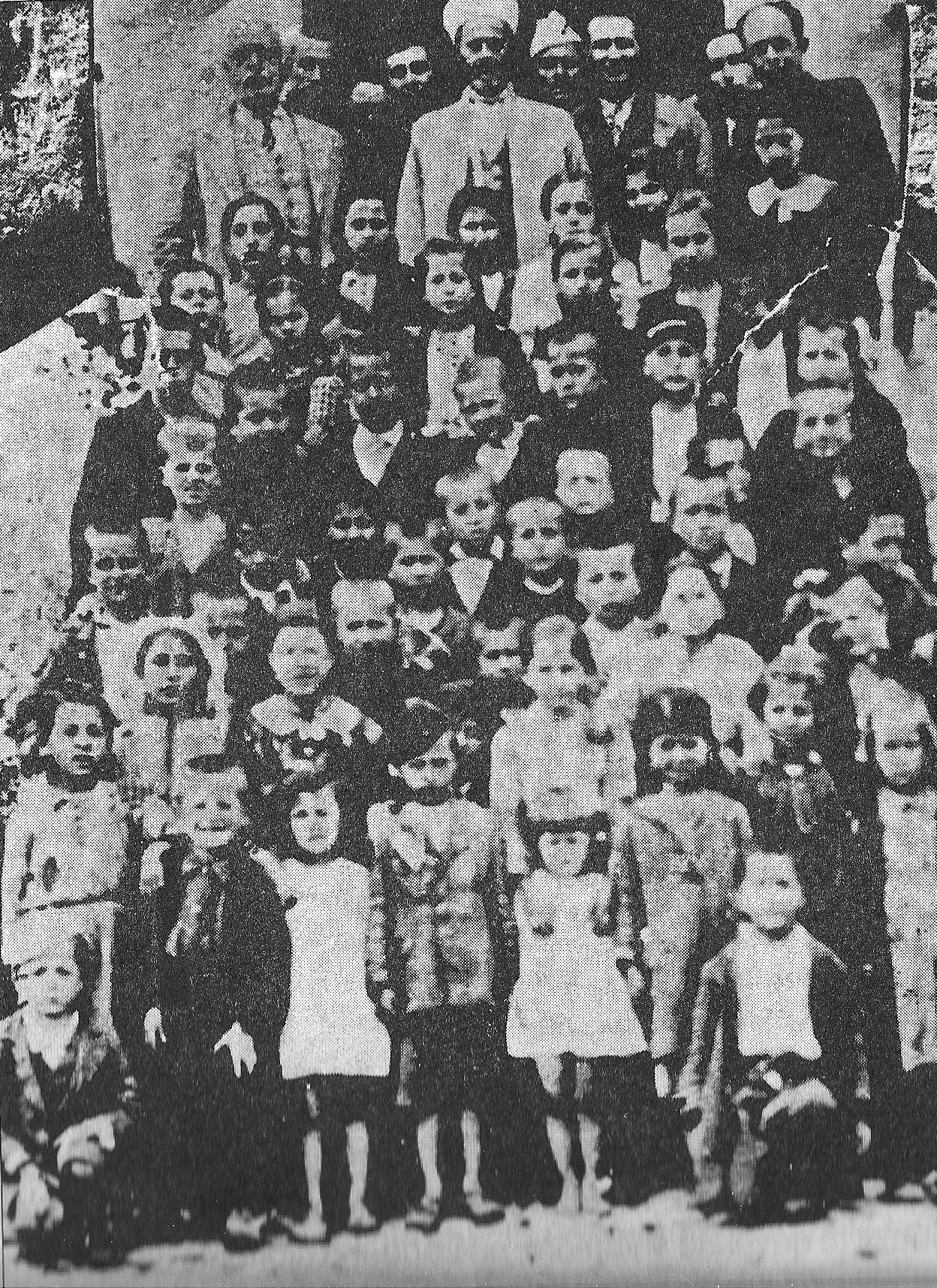
Albanian school of Filiates in 1942-44.

- Filiates (Φιλιάτες)
- Sagiada (Σαγιάδα)